# Pedro Cea
José Pedro Cea (1. september 1900 – 18. september 1970) var en uruguayansk fodboldspiller, der med Uruguays landshold vandt guld ved VM i 1930 på hjemmebane. Han var også med til at vinde to sydamerikanske mesterskaber, i henholdsvis 1923 og 1924, samt guld ved både OL i 1924 og OL i 1928.
Cea spillede på klubplan for Bella Vista og Nacional i hjemlandet.
Efter sit karrierestop var Cea træner, og var træner for det uruguayanske landshold, der vandt det sydamerikanske mesterskab i 1942

## Titler
VM
- 1930 med Uruguay

Sydamerika-Mesterskabet (Copa América)
- 1923 og 1924 med Uruguay

OL
- 1924 og 1928 med Uruguay